# Миодраг Новаковић
Миодраг Миша Новаковић (Београд, 1940 — Београд, 8. септембар 2023) био је српски и југословенски филмски и телевизијски редитељ и сценариста, критичар, теоретичар, естетичар, књижевник, директор филмских фестивала и филмски педагог.
Био је стручњак за живот и дело Николе Тесле, дајући допринос кроз студије, есеје, филмове и популаризацију.

## Биографија
Брат Слободана Новаковића. У Београду је завршио основну школу и гимназију, 1967. године стекао диплому и звање правник на Правном факултету, а 1969. године дипломирао на Академији за позориште, филм, радио и телевизију (данас Факултет драмских уметности) — одсек драматургије — у класи проф. Јосипа Кулунџића.
Налазио се на дужности руководиоца Центра за филм Дома пионира у Београду (1970–72, данас Дечји културни центар). Иницијатор, селектор и организатор филмске параде — Међународног фестивала филмова за децу и омладину (1971–72), директор Фестивала југословенског филма у Пули и извршни директор ФЕСТ–а у Београду (1972–1974).
Кратке приче, есеје и стручне радове из области филмске и позоришне критике, теорије и естетике филма објављивао у периодици: Политика, Студент, Одјек, Казалиште, Јеж, Београдска недеља, Борба, Синеаст, Екран, Књижевност, Филмограф,  филм данас, Филмска култура, Драма...
Аутор је књига Фини људи (изд. Задруга писаца, 1967), Како залази сунце (изд. Задруга писаца, 1970), Гледање у филм (изд. YU филм данас, 2000) и са Горданом Зиндовић-Вукадиновић коаутор Pars pro toto, медијска писменост за наставнике основних школа (Центар за аудиовизуелне медије — Медија фокус, 2001). Заступљен у антологији Југословенска филмска мисао (1920–1995), састављач Северин Франић.
Снимио је, између осталог, кратке филмове Београд на шофершајбни (награђен  наградом на Првом југословенском Фестивалу ауторског – аматерског филма), Зима у Прагу (награђен  наградом на истом Фестивалу), Они долазе (о деци која свирају и певају у отвореним просторима Београда), Пијани брод, као и серију ТВ портрета: о академику Николи Хајдину (ТВ Београд), глумцу Раши Плаовићу (ТВ Београд), филмским редитељима Жоржу Скригину (ТВ Београд) и Жики Митровићу (ТВ Нови Сад), као и о филмском сценаристи Ференцу Деаку (ТВ Нови Сад).
Остварио дугогодишњу сарадњу с покретом филмског аматеризма деце у Србији и бившој СФРЈ. Учествовао у бројним филмским трибинама. Држао предавања из области филмске драматургије намењена синеастима, наставницима основних и средњих школа, младима и деци.
Носилац је бројних домаћих и међународних награда и признања.